# Аладдин и король разбойников
«Аладди́н и коро́ль разбо́йников» (англ. Aladdin and the King of Thieves) — американский полнометражный мультипликационный фильм 1996 года, предназначенный для домашнего видео, и триквел к мультфильму «Аладдин» (1992).

## Сюжет
В Аграбе Аладдин и принцесса Жасмин готовятся к свадьбе. Во время церемонии появляются легендарные Сорок разбойников, которые пытаются украсть волшебный посох. Прогнав их, Аладдин и его друзья находят Оракула, которая может ответить на один-единственный вопрос абсолютно о чем угодно любому человеку. Она намекает Аладдину, что на все его вопросы может ответить его отец, который, ко всеобщему удивлению, все еще жив. По ее словам, отец Аладдина находится вместе с Сорока разбойниками, «запертый в их мире».
Аладдин вместе с Абу, Яго и Ковром выслеживают разбойников и прячутся в их убежище на горе Сезам, где он обнаруживает, что его отец Касим на самом деле король разбойников, их предводитель. Они искренне воссоединяются, прежде чем главный подчиненный Касима Салук пытается наказать Аладдина за то, что тот проник в их убежище. Касим, однако, предлагает Аладдину вместо этого пройти ритуал посвящения, известный как «Вызов»: если он победит другого из Сорока разбойников, то сможет примкнуть к ним. Аладдин побеждает Салука, и его принимают в банду.
Касим рассказывает, что он покинул свою семью в поисках Руки Мидаса, артефакта, способного превращать в золото все, к чему прикасается. Касим верил, что с ее помощью он сможет вернуться к своей семье и спасти их от нищеты. С помощью посоха он мог бы расспросить Оракула о точном местонахождении артефакта. Аладдин убеждает Касима вернуться с ним в Аграбу и жить честной жизнью. Поначалу колеблясь, Касим соглашается, поняв, что свадьба может стать его последним шансом заполучить Оракула.
Проведя много времени с Аладдином и его друзьями, Касим решает воплотить в жизнь свой первоначальный план, а Яго становится его новым приспешником. Тем временем Салук отправляется в Аграбу и предает своих коллег-разбойников, сообщив Расулу, капитану гвардии Аграбы, пароль от их убежища в обмен на иммунитет от судебного преследования. После того, как все разбойники, кроме семерых, были схвачены, Расул узнает, что Аладдин - один из сорока, а его отец Касим - сам король. Касим и Яго пытаются украсть Оракула, но попадают в плен после того, как Султан узнает о связи Касима с Сорока разбойниками. Аладдин спасает Касима и Яго, но возвращается во дворец, чтобы взять на себя ответственность за свои действия. Когда Султан собирается наказать Аладдина, Джинни и Жасмин вступаются за него, заявляя, что все, чего он хотел, - это дать своему отцу второй шанс. Понимая это, Султан принимает извинения Аладдина и возобновляет приготовления к свадьбе.
Вернувшись на гору Сезам, Касим и Яго попадают в плен к Салуку и оставшимся семи разбойникам (Салук обманул их, заставив поверить, что именно Касим предал их Расулу), которые заставляют их использовать Оракула, чтобы найти Руку Мидаса. Оракул направляет их к Исчезающему острову, мраморной крепости, построенной на спине огромной черепахи, которая периодически ныряет на дно океана, где и спрятана Рука. Яго сбегает и отправляется за Аладдином, Жасмин, Абу и Ковром.
Аладдин освобождает своего отца и примиряется с ним. Действуя сообща, они вытаскивают Руку как раз в тот момент, когда черепаха начинает погружаться. Однако Салук устраивает засаду, берет Аладдина в заложники и требует, чтобы Касим отдал Руку. Касим бросает Руку Салуку, который хватает ее не за тот конец и превращается в безжизненную золотую статую. Понимая, что его одержимость принесла только неприятности и что его сын на самом деле является его главным сокровищем, Касим бросает Руку на корабль с оставшимися разбойниками на борту, тот превращается в золото и тонет.
В ту же ночь Аладдин и Жасмин женятся в присутствии всех своих друзей и родственников. Касим наблюдает за этим издалека, потому что он все еще находится в розыске, и Яго решает присоединиться к нему в его путешествиях. Аладдин и Касим машут друг другу на прощание, первый целует Жасмин, а второй уезжает в лунный свет вместе с Яго.
Торговец, рассказавший эту историю, заканчивает ее словами: «У сказки счастливый конец, а завтра распродажа, так что я лучше пойду домой и отдохну», и предлагает Аладдину и Жасмин сфотографироваться на коврике.

## Роли озвучивали
- Скотт Уайнгер / Брэд Кейн (вокал) — Аладдин
- Линда Ларкин Лиз Кэллауэй (вокал) — принцесса Жасмин
- Робин Уильямс — Джинни
- Гилберт Готтфрид — Попугай Яго
- Джон Рис-Дэвис / Мервин Фоурд  — Касим
- Джерри Орбах — Салук
- Вэл Бэттин  — Султан Аграбы
- Джим Каммингс — Расул
- Си Си Эйч Паундер — Оракул
- Брюс Адлер — торговец

## Производство
После успеха «Возвращения Джафара» в январе 1995 года компания Disney объявила о начале производства третьего фильма. В июне было запланировано выпустить фильм на видео в 1996 году. В сентябре 1995 года было подтверждено, что Робин Уильямс снова озвучит Джинна, как сообщалось, за гонорар в размере 1 миллиона долларов, после того как он получил извинения от Джо Рота за нарушение соглашения Disney не использовать его голос для продвижения продукции на основе первой части «Аладдина». С приходом Уильямса все записи и анимационные кадры с Дэном Кастелланетой в роли Джинна были уничтожены, а все сцены с Джинном были переписаны, чтобы соответствовать комедийному стилю Уильямса.

## Саундтрек
Официальный альбом поступил в продажу 24 сентября 1996 года. Треки 8-10 — песни из мультфильма «Возвращение Джафара».
1. «There’s a Party Here In Agrabah, Part 1» — Gilbert Gottfried, Merwin Foard & Robin Williams (2:12)
2. «There’s a Party Here In Agrabah, Part 2» — Brad Kane, Gilbert Gottfried, Liz Callaway, Merwin Foard & Robin Williams (1:31)
3. «Welcome To The Forty Thieves» — Carl Johnson & Mark Watters (1:50)
4. «Out Of Thin Air» — Brad Kane & Liz Callaway (2:14)
5. «Are You In Or Out?» — Джесс Харнелл (2:35)
6. «Father & Son» — Brad Kane, Merwin Foard & Robin Williams (2:08)
7. «Arabian Nights (Reprise)» — Bruce Adler (0:47)
8. «Forget About Love» — Brad Kane, Gilbert Gottfried & Liz Callaway (2:55)
9. «You’re Only Second Rate» — Jonathan Freeman (2:05)
10. «I’m Looking Out For Me» — Gilbert Gottfried (1:53)
11. «Wedding» / «Attack Of The Forty Thieves» — Carl Johnson & Mark Watters (6:40)
12. «The Oracle» — Carl Johnson & Mark Watters (2:11)
13. «Magic Carpet» / «Parting The Seas» — Carl Johnson & Mark Watters (2:23)
14. «Genie & Jasmine» / «Cassim Leaves» — Carl Johnson & Mark Watters (1:49)
15. «Alley Talk» / «Guards Chase Aladdin» — Carl Johnson & Mark Watters (2:31)
16. «Dark Mountain» / «The Challenge» — Carl Johnson & Mark Watters (2:30)
17. «Aladdin & Cassim Escape» — Carl Johnson & Mark Watters (2:38)
18. «The Hand Of Midas» — Carl Johnson & Mark Watters (2:07)
19. «Aladdin & The King Of Thieves End Credits» — Carl Johnson & Mark Watters (1:03)

## Приём
Мультфильм получил рейтинг 33 % на сайте Rotten Tomatoes.

## Отменённое продолжение
В 2005 году сценарист Роберт Рис представил руководству DisneyToon идею четвертого фильма «Аладдин», но она так и не была реализована.